# Dicraeus polonicus
Dicraeus polonicus is een vliegensoort uit de familie van de halmvliegen (Chloropidae). De wetenschappelijke naam van de soort is voor het eerst geldig gepubliceerd in 1976 door Hunbicka & Walkowski.